# Nordisk Cyclefabrik
Nordisk Cyclefabrik A/S var en dansk cykelfabrik, der lå på Dampfærgevej mellem Dampfærgevej, Pakhusvej og Gittervej i Københavns Frihavn. Fabrikken er nedlagt, men dens bygninger findes stadig og rummer bl.a. Lagkagehuset.
Fabrikken blev etableret via vedtægter af 25. august 1896 og 9. april 1898. Bestyrelsen bestod i 1899 af 5 medlemmer og formand var vekselerer S.V.F. Heilbuth. Adm. direktør var hr. Halberstadt. Aktiekapitalen var på kr. 350.000.